# USS Harry S. Truman (CVN-75)
USS Harry S. Truman (CVN-75)  é um porta-aviões nuclear americano da classe Nimitz.
O (CVN-75) é o oitavo navio construído da Classe e ostenta o nome do 33º presidente dos Estados Unidos, Harry S. Truman.

## Operações
- 2003 - Participou da invasão do Iraque.
- 2005 (setembro) - Liderou as operações navais de auxílio à região atingida pelo Furacão Katrina
- 2024 - O porta-aviões da Marinha dos EUA, USS Harry S. Truman realiza manobras estratégicas com aliados da OTAN nas águas da Noruega.

## Armamento
- Espaço para 90 aeronaves
- 3 mísseis terra-ar
- 4 metralhadoras de 20 milímetros.
- Conta com 1 submarino e 1 contra-torpedeiro, como escolta principal.
- O USS Harry S. Truman traz consigo a Ala Aérea 1 (Carrier Air Wing 1), composta por quase 70 aeronaves de ponta, incluindo os caças F/A-18E/F Super Hornet, as aeronaves de guerra eletrônica EA-18G Growler, o avião de comando e controle E-2D Hawkeye, o C-2A Greyhound, além dos helicópteros MH-60R/S Sea Hawk.